# Sœurs de la charité du Verbe incarné
Les Sœurs de la charité du Verbe incarné (en anglais : Sisters of Charity of the Incarnate Word) forment une congrégation catholique féminine de droit pontifical vouée à l'éducation de la jeunesse et à des œuvres socio-sanitaires.

## Historique
La congrégation est fondée par Claude-Marie Dubuis (1817-1895), prêtre français qui est envoyé au Texas et qui, devenu évêque, recrute des religieuses pour le diocèse de Galveston. Trois religieuses françaises de l'archidiocèse de Lyon le rejoignent, les sœurs Marie-Blandine de Jésus Mathelin, Marie-Joseph de Jésus Roussin et Marie-Angèle de Jésus Escudé, qui travaillaient dans un hôpital de Lyon.
Claude-Marie Dubuis affilie les Sœurs à la spiritualité de l'ordre du Verbe incarné fondé en 1625 par Jeanne Chézard de Matel (1596-1670). Il leur donne l'habit religieux dans le couvent de l'ordre à Lyon en 1866, deux jours avant le départ du groupe pour les États-Unis. Parallèlement, le monastère de Lyon forme de nouvelles novices qu'il envoie au Texas.
Elles ouvrent, le 1er avril 1867, la St. Mary's Infirmary, première institution hospitalière catholique du Texas. Mais la sœur Mathelin et la sœur Escudé meurent quelques mois plus tard en soignant des malades. Elles font venir ensuite de nombreuses religieuses de France, d'Irlande et d'Allemagne, jusqu'à recevoir elles-mêmes les premières vocations de leurs propres fondations.
La congrégation reçoit l'approbation du Saint-Siège en 1916. Elles s'ouvrent en 1948 à l'instruction et à l'éducation chrétienne, tout en continuant à se dévouer aux malades et aux orphelins. Elle ouvre sa première maison missionnaire au Guatemala en 1963.
D'une maison fondée fin 1866 à San Antonio au Texas, se forme une branche indépendante qui se diffuse rapidement dans le Sud des États-Unis et au Mexique et qui obtient son decretum laudis en 1905. Cette branche a été fondée par des sœurs françaises pour soigner les malades au moment d'une grave épidémie de choléra. Elles ouvrent en 1881 l'université du Verbe incarné (University of the Incarnate Word).

## Activité et diffusion
Les religieuses se dévouent à des œuvres éducatives et socio-sanitaires. Elles sont présentes aux États-Unis, au Guatemala, en Irlande, au Kenya, et au Salvador. Leur maison généralice est à Houston. Au 31 décembre 2008, la congrégation comptait 176 religieuses dans 41 maisons.
Le rameau de San Antonio est présent aux États-Unis, au Guatemala, en Irlande, au Mexique, au Pérou et en Zambie. Ses religieuses étaient au 31 décembre 2008 au nombre de 388, réparties dans 127 maisons.

## Source
- (it) Cet article est partiellement ou en totalité issu de l’article de Wikipédia en italien intitulé « Suore di Carità del Verbo Incarnato » (voir la liste des auteurs).

### Articles liés
- Jeanne Chézard de Matel
- Ordre du Verbe incarné
- Religieuses du Verbe incarné
- Institut du Verbe incarné